# 해남 서동사 동백나무·비자나무 숲
해남 서동사 동백나무·비자나무 숲(海南 瑞洞寺 冬柏나무·榧子나무 숲)은 대한민국 전라남도 해남군 화원면 금평리, 서동사에 있는 동백나무·비자나무 숲이다. 2011년 8월 26일 전라남도의 기념물 제245호로 지정되었다.

## 개요
해남 서동사 후사면 숲정이는 동백나무와 비자나무가 혼효된 식생 군락으로 경관적 식물생태학적 가치가 있다.
크고 작은 동백나무는 총 140여 본으로 흉고 직경이 40~45cm 범위이고 수고는 4~6m로서 그 생륙도 활력도 비교적 양호하다. 비자나무 노거수는 큰 것은 흉고직경이 75~80cm, 수고는 12~18m이다.
동백나무, 비자나무 수령 및 식생분포로 보아 문화재적 가치가 충분히 있으므로 전라남도 기념물로 지정하여 동백나무 및 비자나무 숲을 지속적으로 보존 관리할 필요가 있다.

## 같이 보기
- 동백나무
- 비자나무

## 참고 자료
- 해남 서동사 동백나무·비자나무 숲 - 국가유산청 국가유산포털